# Un re per quattro regine
Un re per quattro regine (The King and Four Queens), è un film del 1956 diretto da Raoul Walsh basato su un racconto di Margaret Fitts.

## Trama
L'avventuriero Dan Kehoe giunge ad una casa, nei pressi del villaggio-fantasma di Wagon Mound, dove vivono un'anziana donna e le sue quattro nuore; queste attendono da due anni il ritorno dei rispettivi mariti, autori di una rapina che ha fruttato loro un bottino di centomila dollari in oro. Dei quattro fratelli, tre sono morti e solo uno è sopravvissuto, ma nessuno, incluso lo sceriffo Larrabee, ne conosce l'identità.
All'inizio la matriarca McDade è diffidente e, come di consueto con tutti gli avventurieri che si avvicinano alla casa, per intimorire il nuovo visitatore gli spara ferendolo leggermente; ma le quattro giovani donne, alla vista di un uomo affascinante, cominciano ad incuriosirsi. La suocera però avverte: una di loro è ancora sposata e, poiché non si sa quale delle quattro, tutte dovranno comportarsi da donne sposate; decide anche che l'ospite dovrà lasciare la casa entro il giorno successivo.
Kehoe riesce con un abile discorso a incuriosire anche la vecchia suocera, rimanendo all'interno della casa come ospite, corteggiando e venendo ricambiato da tutte e quattro le donne e facendo intendere allo sceriffo che, in caso di ritorno dell'unico marito sopravvissuto, lo avvertirà, allo scopo di incassarne la taglia.
Dopo qualche giorno Kehoe riesce a scoprire che l'oro è sempre stato nascosto in una tomba, sita nel giardino di casa; insieme a Sabina, che in realtà non era sposata ad uno dei figli, ma fingeva per ottenere parte del bottino, organizza un piano per impadronirsene. Dopo che Kehoe è riuscito ad ingannare lo sceriffo sulle sue reali intenzioni, la donna fa finta di partire ma in realtà aspetta Kehoe, col quale decide di rimanere insieme e dividere il bottino.

## Produzione
Il film, basato su un romanzo di Margaret Fitts, fu il primo e ultimo progetto della compagnia di produzione fondata dallo stesso Clark Gable con l'intenzione di affrancarsi dal sistema delle majors. Il personaggio che Gable aveva interpretato nel film precedente, diretto dallo stesso Walsh, era molto piaciuto al pubblico e lo aveva rilanciato professionalmente dopo un periodo buio seguito alla morte di Carole Lombard e segnato dalla depressione e dall'alcoolismo. Nel 1955 Gable aveva sposato Kay Spreckels, che lo aveva restituito a una vita familiare regolare e ordinata, e così fu pronto ad interpretare per Walsh Gli implacabili e, subito dopo, Un re per quattro regine. In questo secondo film, il regista puntò tutto sul fascino sessuale dell'attore (soprannominato da tutti The King come il titolo del film) disegnando un tipo di donnaiolo arrivista, che corteggia quattro donne con uno stile diverso per ciascuna di esse, ma solo per persuadere una di loro a rivelare il nascondiglio di una grossa quantità di denaro. 
Il film, oltre che da Gable stesso, fu prodotto dalla Russ-Field Corporation che faceva capo a Robert Waterfield e a sua moglie Jane Russell che, dopo essere stata sua partner ne Gli implacabili, volle scommettere su questo nuovo progetto. Il film tuttavia non ottenne un incasso soddisfacente, il che fece desistere il protagonista da ogni successivo tentativo di avventurarsi nel mondo della produzione.
Su espressa richiesta di Clark Gable, il film venne girato nel sud dello Utah, zona che l'attore conosceva benissimo perché per anni vi si era recato a caccia.